# Lubang (Occidental Mindoro)
Lubang ist eine philippinische Stadtgemeinde in der Provinz Occidental Mindoro. Sie hat 18.803 Einwohner (Zensus 1. August 2015). Die Stadtgemeinde umfasst die Westhälfte der Insel Lubang.

## Baranggays
Lubang ist politisch in 16 Baranggays unterteilt.
| - Binakas - Cabra - Maligaya - Maliig - Tagbac - Tangal - Tilik - Vigo | - Surville (Pob.) - Araw At Bituin (Pob.) - Bagong Sikat (Pob.) - Banaag Ng Pag-Asa (Pob.) - Likas Ng Silangan (Pob.) - Maginhawa (Pob.) - Ninikat Ng Pag-Asa (Pob.) - Paraiso (Pob.) |